# Filarco

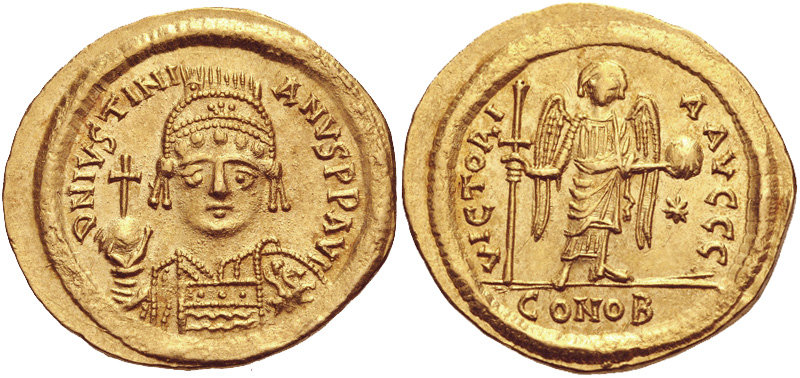
Soldo de Justiniano r.

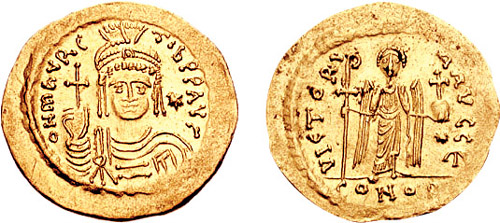
Soldo de Maurício r.

Filarco (em latim: phylarchus; em grego: φύλαρχος; romaniz.: phýlarchos; de phyle, "tribo" + archein, "governar") foi um título bizantino que significava "governante de uma tribo". Na Atenas Clássica, durante o mandato do estratego Péricles, um filarco seria instituído como o comandante eleito da cavalaria fornecida por cada uma das 10 tribos da cidade. Além disso, eram incumbidos com a missão de fornecer os recursos necessários para os pródromos, regimentos de cavalaria utilizados para reconhecimento, devido ao fato deles serem recrutados entre as camadas mais pobres e, portanto, não pertencerem a classe cavaleira.
No Império Romano Tardio dos séculos IV ao VII, o título foi concedido aos príncipes árabes aliados ao império no Oriente (essencialmente o equivalente de xeique), fora ou assentados no território imperial. Desde 530, o imperador Justiniano (r. 527–565) subordinou-os à dinastia gassânida sob Aretas V, que ficou conhecido como basileu e filarco supremo. Em torno de 585, contudo, o imperador Maurício (r. 582–602) debandou a monarquia gassânida e seu filarcado, muitos embora os gassânidas continuariam a produzir filarcos até ao menos 636.
Com o início da expansão muçulmana, o filarco tal como era conhecido na Antiguidade Tardia deixou de existir, mas o termo sobreviveu e seria mais tarde aplicado para denotar os líderes tribais de vários povos nômades asiáticos como os turcos. Aparece entre os títulos diplomáticos utilizados para endereças os governantes bárbaros e pelo século XI Apelzaraque foi chamado filarco pelas fontes imperiais. Como o recrutamento de mercenários árabes recomeçou por esta época, é possível que Apelzaraque tenha oficialmente ingressado no exército bizantino, ostentando o título de patrício, e professando o cristianismo.